# 地震危険度

アメリカ48州の地震危険度（%PGA = 50年間に2%の確率で見舞われる地震動（加速度）の強さ）、USGSによる

地震危険度（じしんきけんど、英: seismic risk）とは、ある地点における地震の危険度（リスク）を表すものである。一定期間における最大の地震動、一定期間に一定基準以上の地震動がある確率など、様々な表現方法がある。地図形式のものは地震ハザードマップ(seismic hazard map)とも呼ばれ、日本では地震調査研究推進本部が発表している「地震動予測地図」が知られている。
なお、特に日本のように震源が陸地から遠い巨大地震が多いところでは、地震活動の多い少ないが必ずしも地震動の多い少ないには直結しないことから、地震危険度とは別に地震活動度（じしんかつどうど、英: seismic activity）という用語を用いて分けて考えることがある。
更に、地震動だけではなく構造物の被害や損失についても扱う場合があり、1990年代以降多くなってきている。

## 歴史と各国の状況
近代地震学における初期の地震危険度として、河角広やアリン・コーネル(C. Allin Cornell)によるものが挙げられる。
河角は1951年に、日本の599年から1949年までの歴史地震342個の震源や規模などのデータを基に、一定の震度（震度5,6,7相当の加速度）の地震動が襲う平均間隔、また一定期間（75,100,200年）中の最大加速度を、日本列島の地図上に示して発表している。この地図は「河角マップ」と呼ばれ、1950年に制定された建築基準法下の地震地域系数（1952年決定）に反映されている。しかし、河角マップは16世紀以前の資料が極端に少なく地域的な偏りも大きいほか、算出式にも問題があったことが指摘されている。その後、後藤・亀田(1968)も最大加速度を示した地図を作成し発表している。一方、村松(1966)、金井・鈴木(1968)、表ら(1975)、服部(1976)、尾崎ら(1978)は最大加速度ではなく最大速度の分布を求め発表している。特に金井・鈴木のものは河角と同じく75,100,200年の各期間における最大速度分布を示した比較性の良いもので、「金井マップ」と呼ばれている。
一方、アメリカでは、チャールズ・リヒターが1959年に初めてアメリカ全土を対象として簡易な地震危険度のゾーニングを行っているが、それ以前の1940年代にも簡易なものがあったという(Richter,1958)。これらはアメリカの耐震基準の設定の参考とされていた。この後研究が進められ、コーネルが1968年に確率モデルに基づいた危険度評価を世界で初めて発表した。Milne・Davenport(1969)はカナダにおける歴史地震の資料を用いて最大加速度の分布をポアソン過程とみなして解析した地図を発表している。日本でもその後、ウェスノウスキー(Wesnousky)ら(1984)、島崎ら(1985)、亀田・奥村(1985)が震度や加速度を確率で表現した地図を発表している。また、USGSの協力でベイ・エリア自治体協議会(ABAG)が1960年代からサンフランシスコ湾岸の危険度評価の検討を開始し、1980年代には危険度地図の発表に至っている。
更にアメリカでは、USGS・CGS・SCECの3者が共同で設立した"Working Group On California Earthquake Probabilities"(WGCEP)がカリフォルニア州の危険度地図の検討を続けている。1990年と1995年には、固有地震の繰り返し発生をモデル化した固有地震モデルを取り入れて長期的な地震発生確率を求め、発表した。Ward(1994)は観測により推定した地殻のひずみの進行率を地震モーメントの解放率に関連付けてモデルに取り入れる方法を提案したが、WGCEPは1995年にこの方式の地図も発表しており、StirlingおよびWesnousky(1998)もこれに続いている。
日本でも1980年代に活断層のデータを考慮する動きが始まった。先述のウェスノウスキー(Wesnousky)ら(1984)、亀田・奥村(1985)の地図は活断層と歴史地震の両方を考慮している。構造物の設計における設計地震動に地震危険度評価を取り入れる動きも、主要構造物を皮切りにしてこの頃から見られるようになった。そのような中、1995年兵庫県南部地震（阪神・淡路大震災）以降、地震予知研究計画が見直された影響で国の方針としても地震危険度の評価に重点が置かれるようになった。石川・奥村・亀田(1996)は、同地震において神戸市付近で観測された表面最大加速度(PGA)600-800ガルが再現モデルにおけるPGAの1,000年最大値約460ガルよりも大きいことから、構造物の設計において活断層データを考慮して1,000年以上の期間における想定を行うことで、内陸の活断層地震のような低頻度の大地震の評価効率が向上する可能性を指摘した。他方、吉田・今塚(1998)、長橋・柴野(1999)は地盤による地震動増幅特性を加味した危険度評価を試みたほか、隈元(1999)、損害保険料率算定会(2000)、AnnakaおよびYashiro(2000)、宇賀田(2001)は時間依存モデルの設計を試みている。こうした流れの中で、日本政府の地震調査研究推進本部は2002年に地震動の確率を示した「確率論的地震動予測地図の試作版（地域限定）」を発表、以後何度か改訂を行い、2005年には日本全域を対象とした「全国を概観した地震動予測地図」、2009年には地震動の確率と各断層（固有地震）毎の予想地震動を併せた 「全国地震動予測地図」を発表している。
他の国でも同様の危険度地図が作成されている。旧ソビエト連邦では、Nersesov(1984)やSidorenkoら(1984)などが危険度地図を発表していることが知られているほか、力武の『地震予知 発展と展望』(2001)にはトルコや中国などの例も記載されている。

## 時間依存と時間非依存
地震の発生に関する確率分布はポアソン分布と仮定して、ポアソン過程により算出する場合が多い。定常的かつランダムに発生している地震（例えば、無数の断層を有する領域内における地震の発生確率）を扱う場合、確率は定常ポアソン過程とグーテンベルグ・リヒターの関係式により表され、時間が経過しても変化しない。一方、発生確率が時とともに変化する地震（例えば、1つの断層や海溝における固有地震の発生確率）を扱う場合は、時間経過を織り込んだ非定常ポアソン過程により表される。前者は時間非依存モデル、後者は時間依存モデルという。
時間依存モデルには、いくつかの手法がある。WGCEPが1995年に発表した評価では、一般的な時間予測モデルに対数正規分布のばらつきを加える手法が用いられた。しかし、このモデルでは、前回の地震からの経過時間があまりに長くなると逆に確率が低下してしまうという問題があった。これを防ぐ手法として、Matthews(1999)はBPT(Brownian Passage Time)分布を用いた評価法を考案した。BPTとは、震源における応力場の擾乱が地震や地殻変動などのブラウン運動により表現できる事に着目して、その擾乱の蓄積により大地震の発生に至るというプロセスをモデル化したものである。地震調査研究推進本部は2001年にこれを用いた手法を開発し、以降の評価で継続的に用いている。

## 地点ごとの評価と地震ごとの評価

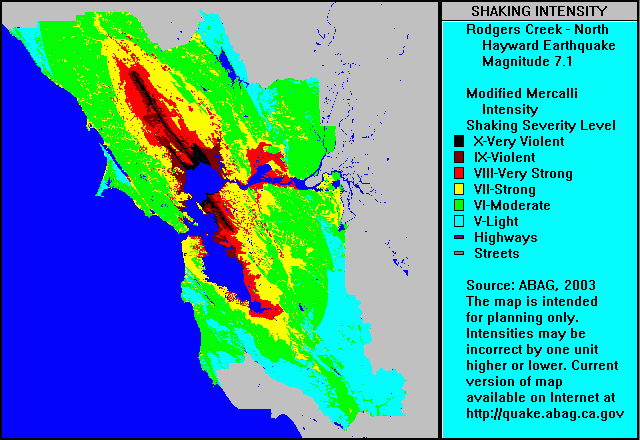
ロジャーズ・クリーク断層帯(Rodgers Creek Fault Zone)およびヘイワード断層帯(Hayward Fault Zone)北部の連動地震(M7.1)で予測される地震動の強さの分布図、ベイ・エリア自治体協議会(ABAG)、2003年発表

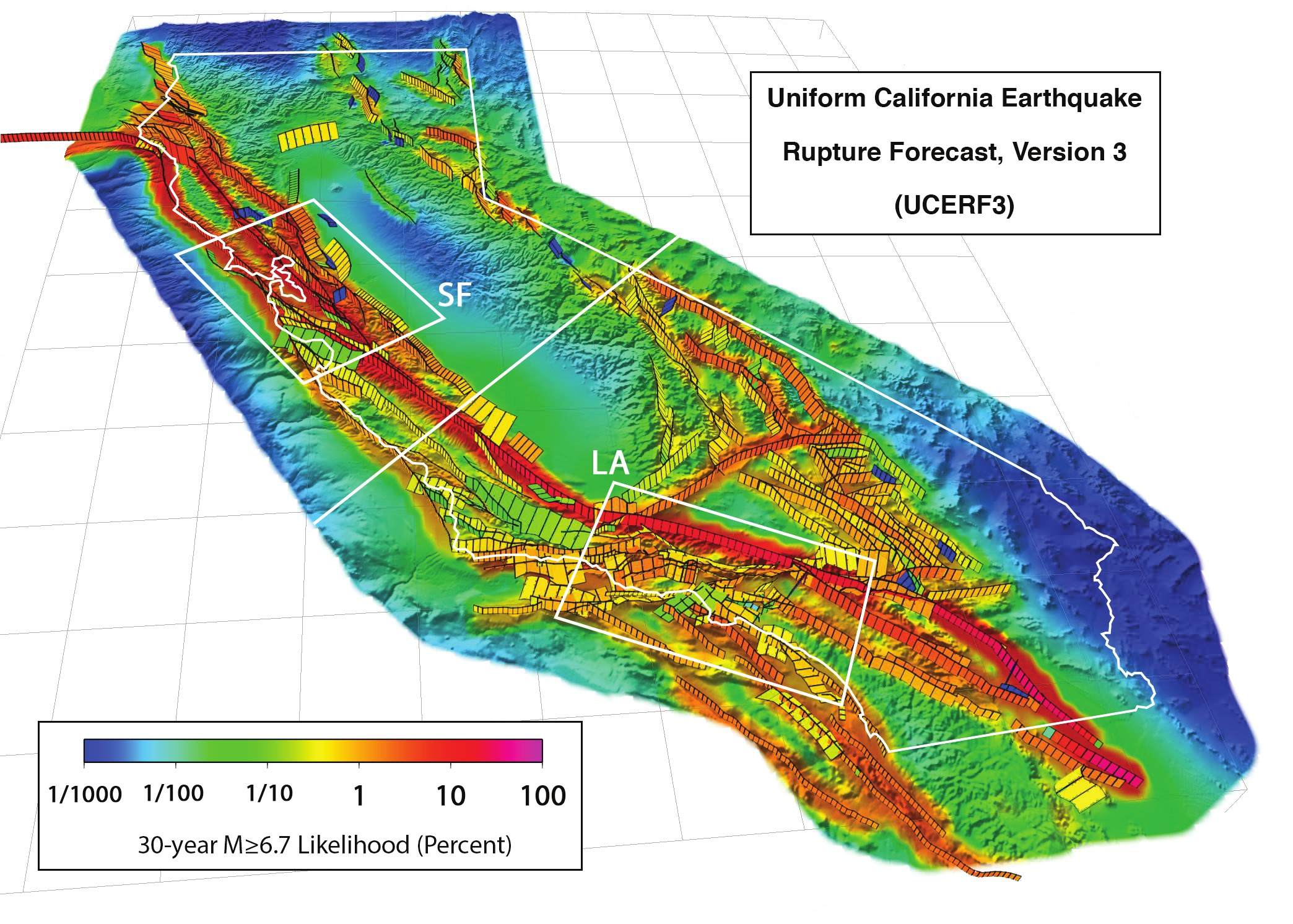
カリフォルニア州において30年間にM6.7以上の地震が発生する確率と断層の分布図、全カリフォルニア地震破壊予測(UCERF3)、2015年発表

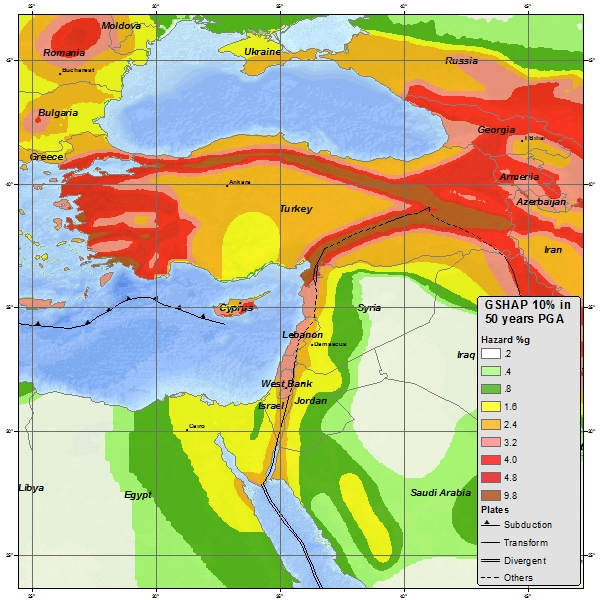
トルコ及びイスラエルとその周辺の地震危険度(%PGA)、GSHAPによる

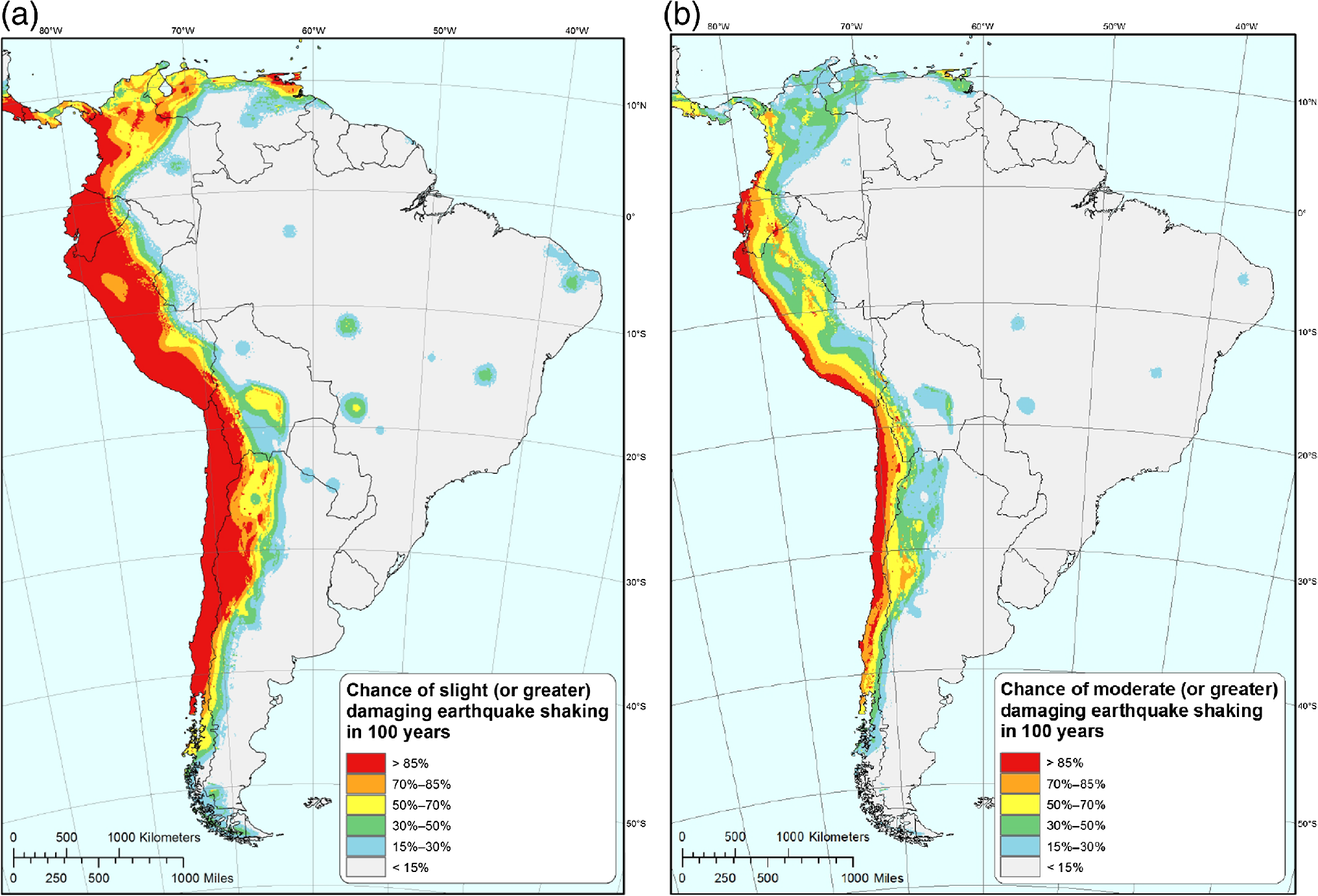
南アメリカのすべての被害地震（左）及び中被害の地震（右）の発生確率、USGSによる

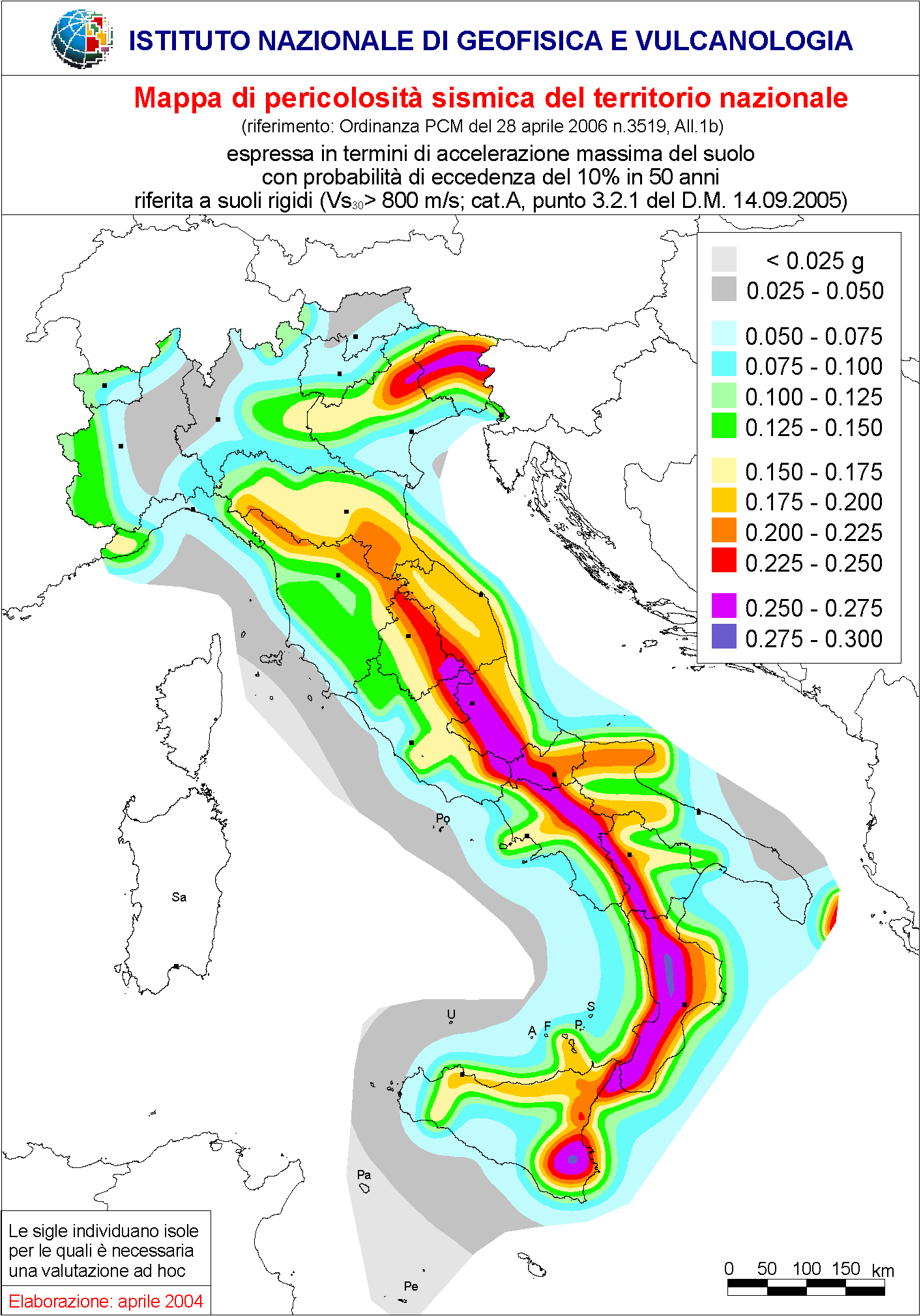
イタリアの地震危険度(%PGA)、INGVによる

地震危険度の評価は、地震調査研究推進本部が用いている用語を引用すると、そのアプローチ方法から確率論的地震ハザード評価（「確率論的地震動予測地図」）とシナリオ型地震動評価（「震源断層を特定した地震動予測地図」）に分けられる。簡単に言えば、前者はある地点における地震動を評価したもので複数の地震の影響を受けるもの、後者はある特定の地震における地震動を評価したものである。
両者は似たような確率値で表現されるが、混同しないよう注意が必要である。確率論的地震ハザード評価においては、ある一定の地震動（最大加速度や震度など）を閾値とした地震動の超過確率が用いられる。シナリオ型地震動評価においては、ある単一の地震そのものが発生する確率が用いられる。これらの確率は、時間依存モデルの場合はハザードカーブという曲線をとる。

## 主な地震危険度評価
- 日本
  - 地震調査研究推進本部（推本）「全国地震動予測地図」（最新：2020年版） - 時間依存、地点ごと・地震ごと
    - 防災科学技術研究所 (NIED)「地震動予測地図（NIED作成版）」 - 推本の予測モデルを毎年更新し、任意地点のリスク表示や地盤情報のと重ね合わせなどに対応したGIS型地図
- アメリカ
  - 連邦レベル
    - 「USGS全国地震ハザード地図[注 1]」(USGS National Seismic Hazard Map, NHSM) - 時間依存、地点ごと。1996年に本土48州、1997年にアラスカ・ハワイの危険度地図が初めて発表された[14]。
      - 本土48州（最新：2008年版）
      - アラスカ州（最新：2007年版）
      - ハワイ州（最新：1998年版）
      - プエルトリコ・アメリカ領ヴァージン諸島（最新：2003年版）
      - グアム・北マリアナ諸島（最新：2012年版）
      - アメリカ領サモア・南太平洋諸島（最新：2012年版）

  - カリフォルニア州
    - 「全カリフォルニア地震破壊予測[注 2]」(Uniform California Earthquake Rupture Forecast, UCERF)（最新：2015年版"UCERF3"） - 時間依存、地点ごと・地震ごと
- 世界
  - USGS 「世界地震ハザード評価プログラム」(Global Seismic Hazard Assessment Program, GSHAP) - 時間非依存、地点ごと。国際連合が1990年代に掲げた「国際防災の十年」(IDNDR)の一環で行われた事業で、国際科学会議及びその傘下の国際リソスフェア計画(International Lithosphere Program, ILP)、IASPEI、UNESCO、ポツダム地球科学研究センター(GFZ)、インド国立地球物理学研究所(NGRI)、スイス地震局(SED)、中国国家地震局(SSB)、USGSが参加した。50年間に10%の確率で生じる最大加速度をもとにゾーニングした地図が作成された[15]。

## 地震危険度の値の意味と活用方法
地震調査研究本部は、内陸の活断層の地震（内陸地殻内地震）において、発生後に当時の確率値を逆算していくつか紹介している。これによると、地震発生直前での30年間発生確率は、1995年の兵庫県南部地震(M7.3) では0.02-8%、1958年の飛越地震(M7.0-7.1)ではほぼ0-13%、1847年の善光寺地震(M7.4) ではほぼ0-20%などとなっている。
地震動予測地図工学利用検討委員会の2002年の報告によると、確率論的地震ハザード評価は耐震設計や耐震補強などの建築構造設計の分野、リスクマネジメントやライフサイクルコスト(LCC)評価などの経営分野、不動産の鑑定や地震保険などの保険の分野、各自治体の地域防災計画など防災政策の分野で主に用いられる。一方シナリオ型地震動評価は、先に挙げた建築構造設計や防災政策の分野の中でも特に、原子力施設や超高層建築物などの重要な構造物の設計、地震の被害想定などで主に用いられる。

## 地震危険度評価の問題点
地震危険度の評価は、計器観測記録が残る19世紀終盤以降のデータだけでは足りず、長期間のデータが必要である。地震の見落としや過大評価があるとそれが誤差となって現れるため、データの不完全さという問題が付きまとう。また、確率が低いからと言って地震が起こらない訳ではない。確率や期待される最大震度が低いからと言っても、大地震が起きた時の被害が小さい訳ではなく、起きてしまえば甚大な被害が出ることに変わりはない。
そして、確率的長期評価に対する否定的な見解もあり、「確率の大小が地震防災の優先度を左右してしまう」という批判や、「確率の高い地域では危機意識の高まりにつながる一方で、低い地域では安心につながる場合があり、想定されていない断層で大地震が発生する場合もあるのだから、確率が低いからといって安心できるわけではない」という指摘、確率を取り上げるのではなく「いつどこで大地震が起きてもおかしくない」というようにランダム性を強調すべきという指摘もある。
2011年に発生した東北地方太平洋沖地震（東日本大震災）は評価において想定されておらず、地震危険度評価に対して疑問を投げかけた。このため、地震調査研究推進本部は毎年更新していた全国地震動予測地図の更新を一時取り止め、低頻度の巨大地震や複数の活断層の連動を評価に反映できるよう改善、2014年から再開している。低頻度の巨大地震のリスクを周知するため1万年や10万年の超長期の予測地図の公表を開始、また震源断層を予め特定しにくい地震の評価を各地で進め、津波堆積物調査や地殻変動観測の成果を積極的に取り入れることした。